# Äggstockscancer
Äggstockscancer är en cancer med ursprung ur en äggstock. Det resulterar i onormala celler som har förmågan att invadera eller spridas till andra delar av kroppen. Tidiga symptom kan vara diffusa eller inte uppenbara, men de blir mer tydliga allteftersom cancern utvecklas. Symptomen kan upplevas som uppblåsthet, smärta i bäckenet, buksvullnad, med mera. Då cancern sprider sig är detta ofta till bukhinnan, lymfkörtlar, lungor eller levern.
Risken för äggstockscancer är högre hos de som haft fler ägglossningar. Således har de som aldrig varit gravida ökad risk, och de som får ägglossning vid en yngre ålder eller når klimakteriet vid en äldre ålder har även ökad risk. Andra riskfaktorer är hormonbehandling efter klimakteriet, användning av fertilitetsökande medicin och fetma. Faktorer som minskar risken är hormonella preventivmedel, sterilisering genom att äggledarna täpps igen och amning. Cirka 10 procent av fallen är relaterade till ärftlig genetisk risk, och de som har mutationer i genen BRCA1 eller BRCA2 har en ungefär 50-procentig risk att utveckla sjukdomen. Den vanligaste typen av äggstockscancer, som utgör mer än 95 procent av fallen, är ovarialcarcinom. Fem huvudsakliga varianter av ovarialcarcinom finns, där den serösa typen är vanligast. Dessa tumörer tros börja i de celler som täcker äggstockarna, även om vissa kan utgå från äggledarna. Mindre vanliga typer är bland annat stamcellstumörer, tumörer med ursprung i stromat av "sex cord". Diagnosen bekräftas genom undersökning av ett vävnadsprov (biopsi) som oftast tas vid operation.
Screening rekommenderas inte till kvinnor som har genomsnittlig risk, eftersom det inte finns stöd att det minskar dödligheten och den höga andelen falskt positiva test kan leda till onödiga ingrepp som innebär risker. De som har mycket hög risk kan få sina äggstockar avlägsnade som en förebyggande åtgärd. Om cancern upptäcks och behandlas i ett tidigt skede, kan äggstockscancer botas. Behandlingar är vanligtvis någon form av kombination av kirurgi, strålbehandling eller kemoterapi.Behandlingen är i första hand kirurgi och det finns starkt samband mellan att lyckas operera bort all tumör (trots spridning) och överlevnad.  Utfallet beror på omfattningen av cancern och vilken subtyp av cancer det rör sig om. Den totala femårsöverlevnaden i USA är 45 procent. De som drabbas i utvecklingsländerna har sämre prognos.
År 2012 drabbades globalt 239 000 kvinnor vilket ledde till 152 000 dödsfall. Detta innebar att äggstockscancer var den sjunde vanligaste formen av cancer och den åttonde vanligaste orsaken till död i cancer hos kvinnor. Äggstockscancer är mer vanligt i Nordamerika och Europa än i Afrika och Asien.

## Klassifikationer
Det finns fler än 30 olika slags äggstockscancer beskrivna. Cancern kan uppkomma i epitelcellerna, i äggcellerna eller i stromacellerna. I de flesta fall är tumörer oavsett lokalisation ofarliga (benigna). Äggstockscancer beror till 90 procent på carcinom i äggstockarnas epitelceller, vilket vanligen drabbar kvinnor över 50 men som kan uppkomma i alla åldrar med ökad incidens ju äldre kvinnan är. Tumörer i äggcellerna uppkommer oftast i yngre år, men kan ofta botas. I ett fåtal fall orsakas cancern av sarkom, så kallat mülleriskt adenosarkom. Andra ovanligare tumörtyper innefattar könssträngstumörer, såsom androblastom (Sertoli-Leydigcellstumör), luteom, tekom och granulosacellstumör.

## Symptom
Tidiga tecken och symptom på äggstockscancer kan vara subtila eller saknas helt. I de flesta fall existerar symtom i flera månader innan de upptäcks och diagnostiseras. Tidiga stadier av äggstockscancer tenderar att vara smärtfria vilket gör det svårt att upptäcka den tidigt. Symtomen kan variera beroende på subtyp. Ovariella borderlinetumörer, även kända som ovarietumörer med låg malign potential (LMP), orsakar inte en ökning av CA125-nivåer och kan inte identifieras med ultraljud. Särskilt stora tumörmassor tenderar att vara godartade eller borderline.
Äggstockscancer kan ge magsmärta, polyuri, trötthet, ryggsmärta, smärta vid samlag (dyspareuni) och menstruationsstörningar. Alla dessa symtom är diffusa, och kan ha flera andra orsaker än cancer. Typiskt för äggstockscancer är att symtomen kvarstår. Buken kan svälla upp till följd av ascites, och tarmfunktionen störas. Symtom kan ofta feldiagnostiseras som irritabel tarm. Symtom på cancer uppkommer som regel i sent framskridet skede. Androblastom kan yttra sig i virilisation.

## Prevention
Risken för äggstockscancer minskar av att ha ätit p-piller och av att ha varit gravid (färre ägglossningar). Risken ökar av hög ålder (vid carcinom i epitelcellerna), av att själv ha haft bröstcancer eller att släktingar har haft det i unga år, och av att vara ärftligt predisponerad för det.

## Förekomst
I Sverige upptäcks ungefär 700 fall av äggstockscancer varje år. I USA är incidensen 33 fall per 100 000, med en livstidsrisk på 1 av 70, och i Japan 3,1 per 100 000. Det är vanligare bland vita än svarta och asiater. Risken är oförändrad om svarta eller asiater flyttar till länder med högre frekvens.